# Courtney Thorne-Smith
Courtney Thorne Smith (San Francisco (Californië), 8 november 1967) is een Amerikaans actrice.
Smith is onder andere bekend om haar rol als Lindsey in de comedyserie Two and a half men. Eerder speelde ze Cheryl in According to Jim en daarvoor Georgia Thomas in Ally McBeal. Ook was ze vijf jaar te zien als Allison Parker in Melrose Place. Andere bekende tv-rollen speelde ze in de series L.A. Law en Day by Day.
Ook was ze te zien in enkele films, waaronder Revenge of the Nerds II: Nerds in Paradise, Summer School en The Lovemaster. Ze speelde gastrollen in series als Growing Pains, Spin City en The Norm Show.
Sinds 1 januari 2007 is Smith getrouwd met Roger Fishman. Op 11 januari 2008 werd hun zoon geboren.
Ze was tussen 2 juni 2000 en januari 2001 al getrouwd met Andrew Conrad.

## Filmografie
- Welcome to 18 (1986) - Lindsey
- Fast Times televisieserie - Stacey Hamilton (7 afl. 1986)
- Lucas (1986) - Alise
- The Thanksgiving Promise (televisiefilm, 1986) - Sheryl
- Infidelity (televisiefilm, 1987) - Robin
- Revenge of the Nerds II: Nerds in Paradise (1987) - Sunny Carstairs
- Summer School (1987) - Pam House
- Growing Pains televisieserie - studente fotografie (afl. Nude Photos, 1988, niet op aftiteling)
- Day by Day televisieserie - Kristin Carlson (25 afl. 1988-1989)
- Anything But Love televisieserie - Rol onbekend (afl. All About Allison, 1990)
- L.A. Law televisieserie - Kimberly Dugan (6 afl. 1990)
- Side Out (1990) - Samantha
- Grapevine televisieserie - Lisa (afl. The Lisa and Billy Story, 1992)
- Breach of Conduct (televisiefilm, 1994) - Helen Lutz
- Whisper of the Heart (1995) - Shiho (stem Engelse versie)
- Beauty's Revenge (televisiefilm, 1995) - Cheryl Ann Davis
- Partners televisieserie - Danielle (afl. The Year of Bob?, 1996)
- Melrose Place televisieserie - Allison Parker (159 afl. 1992-1997)
- The Lovemaster (1997) - Deb
- Chairman of the Board (1998) - Natalie Stockwell
- Spin City televisieserie - Danielle Brinkman (afl. Starting Over, 1997 en It Happened One Night, 1998)
- Partners televisieserie - Gina Darrin (afl. Always..., 1999, niet op aftiteling)
- Ally televisieserie - Georgia Thomas (12 afl. 1999)
- The Norm Show televisieserie - Rebecca (afl. Norman and the Hopeless Cause, 2000)
- Ally McBeal televisieserie - Georgia Thomas (69 afl. 1997-2000, 2002)
- Batman: New Times (dvd, 2005) - Catwoman (Stem)
- According to Jim televisieserie - Cheryl (181 afl. 2001-2009)
- Sorority Wars (televisiefilm, 2009) - Lutie
- Two and a Half Men televisieserie - Lindsey (2010-2015)
- Robot Chicken televisieserie - Medical Examiner (Stem) (afl. Blackout Window Heatstroke, 2016)
- Fresh Off The Boat televisieserie - Anne (afl. Jessica Place, 2016 en Neighbors with Attitude, 2017)
- Site Unseen: An Emma Fielding Mystery (televisiefilm, 2017) - Emma Fielding
- Past Malice: An Emma Fielding Mystery (televisiefilm, 2018) - Emma Fielding
- More Bitter than Death: An Emma Fielding Mystery (televisiefilm, 2019) - Emma Fielding
- Mom televisieserie - Sam (afl. Beef Baloney Dan and a Sarcastic No, 2020)
- He Slid Into Her DM's (televisiefilm, 2024) - Leah